# 재생 (1969년 영화)
재생은 1969년 공개된 대한민국의 영화이다.

## 배역
- 문희 : 김순영 역
- 신성일 : 심봉구 역
- 장동휘 : 순영의 오빠 역
- 이예춘 : 백윤희 역
- 전양자 : 인순 역
- 사미자 : 명 여사 역
- 윤다미
- 이낙훈 : 경훈 역
- 김순철 : 사장 역
- 박병호 : 김 변호사 역
- 한은진 : 봉구 어머니 역
- 주증녀
- 김정옥
- 최삼
- 이향
- 임해림
- 지방열